# J-League de 2025
A J1-League de 2025 (2025 Meiji Yasuda Seimei J1 Rīgu por questões de patrocínio) é a 32ª edição da liga de futebol japonesa profissional J-League. Teve início em 14 de fevereiro e seu encerramento em 6 de dezembro de 2025. Vencedor das edições de 2023 e 2024, o Vissel Kobe tentará o tricampeonato.
Esta será a última edição disputada pela J-League em um ano inteiro (entre o final e início do inverno), com a temporada seguinte iniciando entre o verão e a primavera. A mudança no formato foi anunciada em 25 de novembro de 2025. O campeonato de 2025 será também a última edição com formato anual, começando na temporada 2026–27 e passando a adotar o calendário europeu entre setembro e maio, com um torneio especial disputado no primeiro semestre de 2026.
Rebaixado em 2023, o Yokohama FC disputará a J-League pela quinta vez em sua história, enquanto o Shimizu S-Pulse retorna à primeira divisão após 2 temporadas na J2, onde terminou como campeão, e o Fagiano Okayama será o vigésimo clube a participar da J-League após vencer o Vegalta Sendai nos playoffs de acesso. As 3 equipes substituirão Consadole Sapporo, Júbilo Iwata e Sagan Tosu, rebaixados na edição anterior.

## Participantes
| Clube               | Cidade    | Estádio                                | Última temporada           |
| ------------------- | --------- | -------------------------------------- | -------------------------- |
| Kashima Antlers     | Kashima   | Kashima Soccer Stadium                 | J1 (5º)                    |
| Urawa Red Diamonds  | Saitama   | Saitama Stadium 2002                   | J1 (13º)                   |
| Kashiwa Reysol      | Kashiwa   | Sankyo Frontier Kashiwa Stadium        | J1 (17º)                   |
| FC Tokyo            | Tóquio    | Ajinomoto Stadium                      | J1 (7º)                    |
| Tokyo Verdy         | Tóquio    | Ajinomoto Stadium                      | J1 (6º)                    |
| Machida Zelvia      | Tóquio    | Machida GION Stadium                   | J1 (3º)                    |
| Kawasaki Frontale   | Kawasaki  | Todoroki Athletics Stadium             | J1 (8º)                    |
| Yokohama F. Marinos | Yokohama  | Nissan Stadium                         | J1 (8º)                    |
| Yokohama FC         | Yokohama  | Estádio Nippatsu Mitsuzawa             | J2 (2º)                    |
| Shonan Bellmare     | Hiratsuka | Shonan BMW Stadium Hiratsuka           | J1 (15º)                   |
| Albirex Niigata     | Niigata   | Estádio Big Swan                       | J1 (16º)                   |
| Shimizu S-Pulse     | Shizuoka  | Nihondaira Stadium                     | J2 (Campeão)               |
| Nagoya Grampus      | Nagoya    | Paloma Mizuho Stadium Toyota Sutajiamu | J1 (11º)                   |
| Kyoto Sanga         | Quioto    | Sanga Stadium by Kyocera               | J1 (14º)                   |
| Gamba Osaka         | Osaka     | Suita City Football Stadium            | J1 (4º)                    |
| Cerezo Osaka        | Osaka     | Estádio Yodoko Sakura                  | J1 (10º)                   |
| Vissel Kobe         | Kobe      | Noevir Stadium Kobe                    | J1 (Campeão)               |
| Fagiano Okayama     | Okayama   | JFE Harenokuni Stadium                 | J2 (5º, playoff de acesso) |
| Sanfrecce Hiroshima | Hiroshima | Edion Stadium Hiroshima                | J1 (2º)                    |
| Avispa Fukuoka      | Fukuoka   | Estádio Best Denki                     | J1 (12º)                   |

### Técnicos, capitães, equipamentos e patrocínios
| Clube               | Treinador                                      | Capitão           | Equipamentos | Patrocinador principal            |
| ------------------- | ---------------------------------------------- | ----------------- | ------------ | --------------------------------- |
| Kashima Antlers     | Toru Oniki (1ª—)                               | Gaku Shibasaki    | Nike         | LIXIL                             |
| Urawa Red Diamonds  | Maciej Skorża (1ª—)                            | Takahiro Sekine   | Nike         | Polus Mitsubishi Heavy Industries |
| Kashiwa Reysol      | Ricardo Rodríguez (1ª—)                        | Tomoya Inukai     | Yonex        | Hitachi                           |
| FC Tokyo            | Rikizo Matsuhashi (1ª—)                        | Kei Koizumi       | New Balance  | Tokyo Gas                         |
| Tokyo Verdy         | Hiroshi Jofuku (1ª—)                           | Koki Morita       | Athleta      | Nicigas                           |
| Machida Zelvia      | Go Kuroda (1ª—)                                | Gen Shoji         | Adidas       | CyberAgent                        |
| Kawasaki Frontale   | Shigetoshi Hasebe (1ª—)                        | Yasuto Wakizaka   | Puma         | Fujitsu                           |
| Yokohama F. Marinos | Steve Holland (1ª—12ª) Patrick Kisnorbo (13ª—) | Takuya Kida       | Adidas       | Nissan                            |
| Yokohama FC         | Shuhei Yomoda (1ª—)                            | Yoshiaki Komai    | Puma         | Onodera Group                     |
| Shonan Bellmare     | Satoshi Yamaguchi (1ª—)                        | Akito Suzuki      | Penalty      | Meldia                            |
| Albirex Niigata     | Daisuke Kimori (1ª—)                           | Yuto Horigome     | Adidas       | Kameda Seika                      |
| Shimizu S-Pulse     | Tadahiro Akiba (1ª—)                           | Koya Kitagawa     | Puma         | Suzuyo                            |
| Nagoya Grampus      | Kenta Hasegawa (1ª—)                           | Ryuji Izumi       | Mizuno       | Toyota GR Yaris                   |
| Kyoto Sanga         | Cho Kwi-jae (1ª—)                              | Sota Kawasaki     | Puma         | Kyocera                           |
| Gamba Osaka         | Dani Poyatos (1ª—)                             | Takashi Usami     | Hummel       | Panasonic                         |
| Cerezo Osaka        | Arthur Papas (1ª—)                             | Shunta Tanaka     | Mizuno       | Yanmar                            |
| Vissel Kobe         | Takayuki Yoshida (1ª—)                         | Tetsushi Yamakawa | Asics        | Rakuten Mobile                    |
| Fagiano Okayama     | Takashi Kiyama (1ª—)                           | Ryo Takeuchi      | Penalty      | GROP                              |
| Sanfrecce Hiroshima | Michael Skibbe (1ª—38ª)                        | Sho Sasaki        | Nike         | Edion                             |
| Avispa Fukuoka      | Kim Myung-hwi (1ª—)                            | Tatsuki Nara      | Yonex        | Shin Nihon Seiyaku                |

## Mudanças de técnicos
| Equipe              | Técnico demitido  | Motivo da demissão             | Dia em que saiu        | Posição em que deixou o clube | Técnico substituto  | Dia em que assumiu o cargo |
| ------------------- | ----------------- | ------------------------------ | ---------------------- | ----------------------------- | ------------------- | -------------------------- |
| Kashiwa Reysol      | Masami Ihara      | Final do contrato              | 9 de dezembro de 2024  | Pré-temporada                 | Ricardo Rodríguez   | 11 de dezembro de 2024     |
| FC Tokyo            | Peter Cklamovski  | Final do contrato              | 9 de dezembro de 2024  | Pré-temporada                 | Rikizo Matsuhashi   | 21 de dezembro de 2024     |
| Cerezo Osaka        | Akio Kogiku       | Final do contrato              | 9 de dezembro de 2024  | Pré-temporada                 | Arthur Papas        | 17 de dezembro de 2024     |
| Avispa Fukuoka      | Shigetoshi Hasebe | Final do contrato              | 9 de dezembro de 2024  | Pré-temporada                 | Kim Myung-hwi       | 13 de dezembro de 2024     |
| Kawasaki Frontale   | Toru Oniki        | Final do contrato              | 9 de dezembro de 2024  | Pré-temporada                 | Shigetoshi Hasebe   | 12 de dezembro de 2024     |
| Kashima Antlers     | Masaki Chugo      | Final do período como interino | 9 de dezembro de 2024  | Pré-temporada                 | Toru Oniki          | 12 de dezembro de 2024     |
| Yokohama F. Marinos | John Hutchinson   | Final do período como interino | 9 de dezembro de 2024  | Pré-temporada                 | Steve Holland       | 17 de dezembro de 2024     |
| Albirex Niigata     | Rikizo Matsuhashi | Resignado                      | 13 de dezembro de 2024 | Pré-temporada                 | Daisuke Kimori      | 19 de dezembro de 2024     |
| Yokohama F. Marinos | Steve Holland     | Demitido                       | 18 de abril de 2025    | Patrick Kisnorbo              | 18 de abril de 2025 |                            |

1. ↑  Kisnorbo foi inicialmente anunciado como técnico interino, mas foi efetivado em maio de 2025.[24]

## Jogadores estrangeiros
Desde a temporada 2021, não há restrições a um número de jogadores estrangeiros contratados, porém cada equipe terá o limite para registrar apenas 5 por jogo. Jogadores de países-parceiros da J-League (Tailândia, Vietnã, Marrocos, Malásia, Camboja, Singapura e Indonésia) estão isentos desta regra.
- Jogadores em negrito indica que foi registrado durante o período de transferências no meio da temporada.
- Jogadores em itálico indica que o jogador possui nacionalidade japonesa além da cidadania de um país filiado à FIFA, possui cidadania de algum dos países-parceiros da J-League ou está isento de ser considerado estrangeiro por ter nascido no Japão e estar matriculado ou formado em escolas do país.[26]

| Clube               | Jogador 1         | Jogador 2         | Jogador 3         | Jogador 4          | Jogador 5                | Jogador 6            | Jogador 7       | Jogador 8      | Jogador 9 | Deixou o elenco |
| ------------------- | ----------------- | ----------------- | ----------------- | ------------------ | ------------------------ | -------------------- | --------------- | -------------- | --------- | --------------- |
| Albirex Niigata     | Jason Geria       | Danilo Gomes      | Miguel Silveira   | Michael Fitzgerald |                          |                      |                 |                |           |                 |
| Kashima Antlers     | Léo Ceará         | Talles            | Aleksandar Čavrić | Kim Tae-hyeon      | Park Eui-jeong           |                      |                 |                |           |                 |
| Urawa Red Diamonds  | Danilo Boza       | Matheus Sávio     | Thiago Santana    | Marius Høibråten   | Samuel Gustafson         |                      |                 |                |           |                 |
| Kashiwa Reysol      | Diego             |                   |                   |                    |                          |                      |                 |                |           |                 |
| FC Tokyo            | Everton Galdino   | Henrique Trevisan | Marcelo Ryan      | Baek In-hwan       |                          |                      |                 |                |           |                 |
| Tokyo Verdy         | Matheus Vidotto   |                   |                   |                    |                          |                      |                 |                |           |                 |
| Machida Zelvia      | Mitch Duke        | Byron Vásquez     | Ibrahim Drešević  | Kaung Zan Mara     | Cha Je-hoon              | Na Sang-ho           | Oh Se-hun       |                |           | Erik            |
| Yokohama F. Marinos | Thomas Deng       | Anderson Lopes    | Élber             | Yan Matheus        | Jeison Quiñónes          | Sandy Walsh          | Park Il-gyu     | Kodjo Aziangbe |           |                 |
| Kawasaki Frontale   | Erison            | Jesiel            | Marcinho          | Patrick Verhon     | César Haydar             | Jung Sung-ryong      | Lee Geun-hyeong |                |           |                 |
| Shonan Bellmare     | Luiz Phellype     | Zé Ricardo        | Kim Min-tae       |                    |                          |                      |                 |                |           | Lukian          |
| Shimizu S-Pulse     | Capixaba          | Douglas Tanque    | Matheus Bueno     | Ahmed Ahmedov      | Jelani Reshaun Sumiyoshi |                      |                 |                |           |                 |
| Nagoya Grampus      | Mateus Castro     | Kasper Junker     | Yves Avelete      |                    |                          |                      |                 |                |           |                 |
| Kyoto Sanga         | João Pedro        | Marco Túlio       | Murilo Costa      | Patrick William    | Rafael Elias             | Gu Sung-yun          |                 |                |           |                 |
| Gamba Osaka         | Juan Alano        | Welton            | Aolin Zhang       | Neta Lavi          | Issam Jebali             | Deniz Hümmet         |                 |                |           |                 |
| Cerezo Osaka        | Lucas Fernandes   | Rafael Ratão      | Thiago Andrade    | Vitor Bueno        | Kim Jin-hyeon            | Jaroensak Wonggorn   | Dion Cools      |                |           |                 |
| Vissel Kobe         | Caetano           | Erik              | Gustavo Klismahn  | Jean Patric        | Matheus Thuler           | Richard Monday Ubong |                 |                |           |                 |
| Sanfrecce Hiroshima | Marcos Júnior     | Valère Germain    | Tolgay Arslan     | Jeong Min-ki       |                          |                      |                 |                |           |                 |
| Avispa Fukuoka      | Wellington Tanque | Shahab Zahedi     | Kim Moon-hyeon    | Nassim Ben Khalifa |                          |                      |                 |                |           |                 |
| Yokohama FC         | João Paulo        | Léo Bahia         | Lukian            | Michel             | Phelipe Megiolaro        | Yuri Lara            |                 |                |           |                 |
| Fagiano Okayama     | Gleyson           | Lucão             | Svend Brodersen   |                    |                          |                      |                 |                |           |                 |